# Верхнесмородино
Верхнесмородино — село в Поныровском районе Курской области России. Административный центр  Верхне-Смородинского сельсовета.

## География
Расположено рядом с посёлком Ленинский, селом Нижнесмородино и деревней Красный Октябрь у места слияния рек Снова и Брусовец, примерно в 57 километрах севернее Курска, высота центра селения над уровнем моря — 219 метров.
Уличная сеть
В Верхнесмородино насчитываются 6 улиц: Бучки, Гусливка, Мельняковка, Новосёлки, Комсомольская и Центральная.

## История
Согласно Закону Курской области от 21 октября 2004 года № 48-ЗКО Верхнесмородино возглавило муниципальное образование «Верхне-Смородинский сельсовет», в который входят 12 населённых пунктов.
Законом Курской области от 26 апреля 2010 года № 26-ЗКО Верхне-Смородинский и Нижнесмородинский сельсоветы объединены в Смородинский сельсовет (с декабря 2010 года — Верхне-Смородинский сельсовет), который возглавило Верхнесмородино.

## Население
| 2002 | 2010 |
| ---- | ---- |
| 212  | ↘169 |

Национальный состав
До установления советской власти жили саяны субэтническая группа русских, происходившие из бывших монастырских крестьян.
Согласно результатам переписи 2002 года, в национальной структуре населения русские составляли 98 % из 212 человек.
Гендерный состав
В 2010 году в селе проживали 169 человек — 77 мужчин и 92 женщины.

## Инфраструктура
На территории села расположена православная церковь Введения во храм Пресвятой Богородицы, основанная в 1872 году. Также в Верхнемородино есть братское захоронение воинов, павших в годы Великой Отечественной войны, с памятником «Скорбящая мать». В постаменте памятника — гильза со списком погибших односельчан: с фронта не вернулись 405 верхнесмородинцев. Также в селе есть фельдшерско-акушерский пункт, сельская библиотека и дом культуры.

## Транспорт
Выезд на автодорогу межмуниципального значения 38Н-043 «Возы — Степь — Красный Октябрь».